# Diyala (rivier)
De Diyala (Koerdisch: Sirwan, سيروان, Arabisch: Nahr Diala نهر ديالى, Perzisch: سیروان دیاله) is een zijrivier van de Tigris die voornamelijk door oostelijk Irak en deels door westelijk Iran stroomt. De totale lengte bedraagt 445 km.
De rivier ontspringt bij Sanandaj, in het Zagrosgebergte van Iran en stroom door de bergen naar beneden, daarbij 32 km lang de grens tussen beide landen vormend. Uiteindelijk mondt de rivier uit in de Tigris beneden Bagdad.
De rivier wordt genoemd in de Historiën van Herodotus onder de naam Gyndes. Er wordt gezegd dat koning Cyrus de Grote de rivier wist te verspreiden door 360 kanalen te graven als bestraffing voor het omkomen van een heilig wit paard aldaar. De rivier keerde later in zijn natuurlijke bedding terug nadat de kanalen verzand waren.
De bron ervan wordt in Koerdisch en Perzisch "Sirwan" genoemd, dat 'brullende zee'of 'schreeuwende rivier' betekent. Het is ook de naam van een stad uit de Oudheid die in de buurt van het huidige Ilan in Iran gelegen was. In de Sassanidische en vroeg-islamitische tijd werd de benedenloop ervan door het Nahrawankanaal gevormd.
Navigatie is op de bovenloop niet mogelijk. Daarvoor wringt de rivier zich te veel door nauwe kloven, maar het rivierdal is toch een belangrijke handelsroute tussen Irak en Iran.
De rivier wordt gereguleerd door de Diyala-stuwdam in het dal van de benedenloop. Deze stuw gaat overstromingen tegen en zorgt voor de irrigatie ten noordoosten van Bagdad.
Het Diyala-gouvernement in Irak is naar de rivier genoemd.
- Virtual International Authority File: 315144285